# Maturín
För andra liknande namn, se Maturin.
Maturín är huvudort i delstaten Monagas i Venezuela. Staden hade 500 000 invånare vid 2006 års folkräkning. I Maturín spelades matcher vid Copa América 2007 i fotboll.

## Historia

### Grundande
December 7, 1760 är det officiella datumet för grundandet av Maturín (enligt den venezuelanska Academy of History) av den franciskanska missionären Lucas de Zaragoza. Men jesuiten Pablo Ojer i fann i Archivo General de Indias ett dokument som bevisar att tidigare grundades redan 1722.[källa behövs]

## Sevärdheter

### Katolska tempel
- Kyrkan San Simón

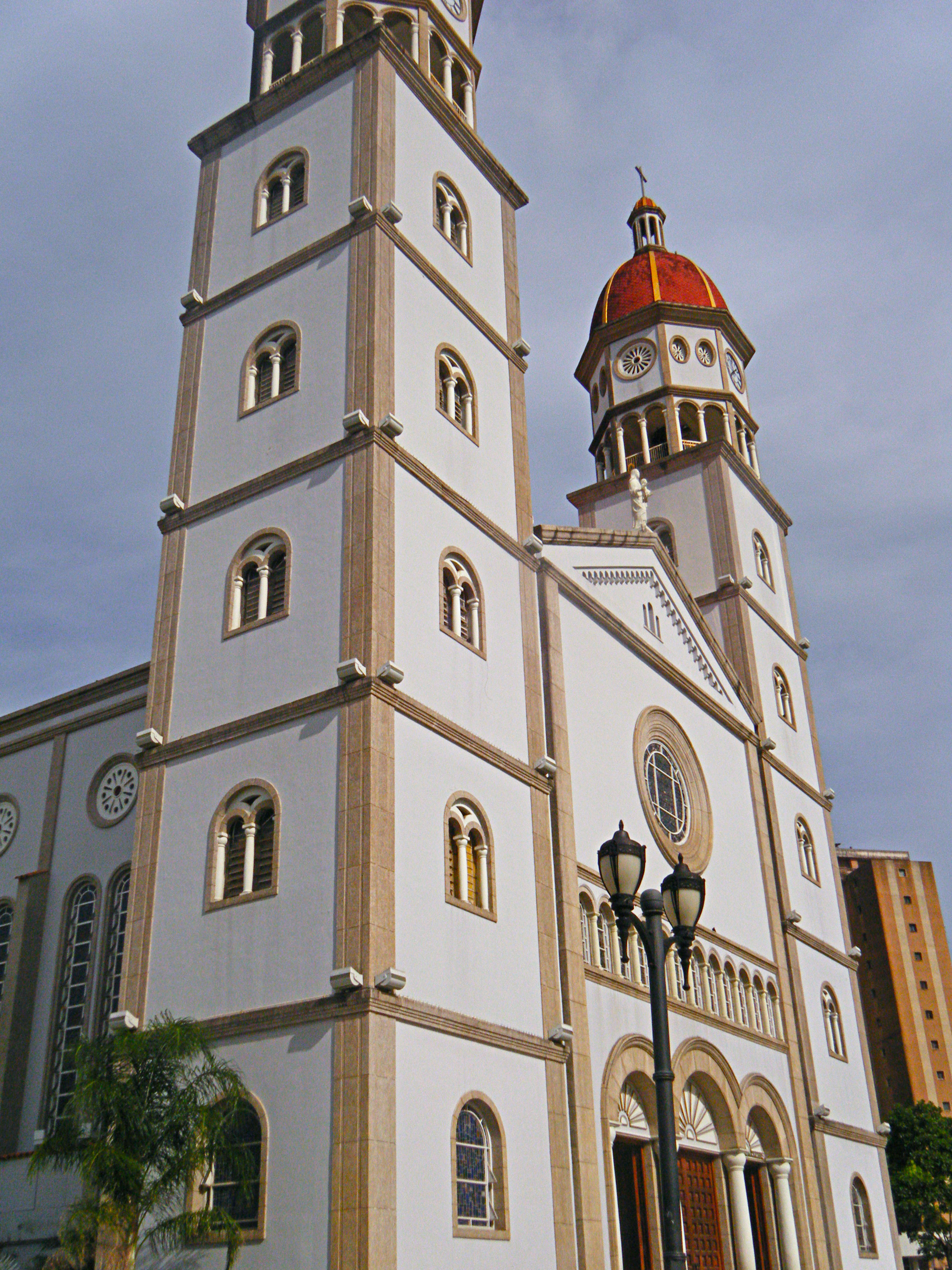
Katedralen Nuestra Señora del Carmen

- Katedralen Nuestra Señora del Carmen

### Parker

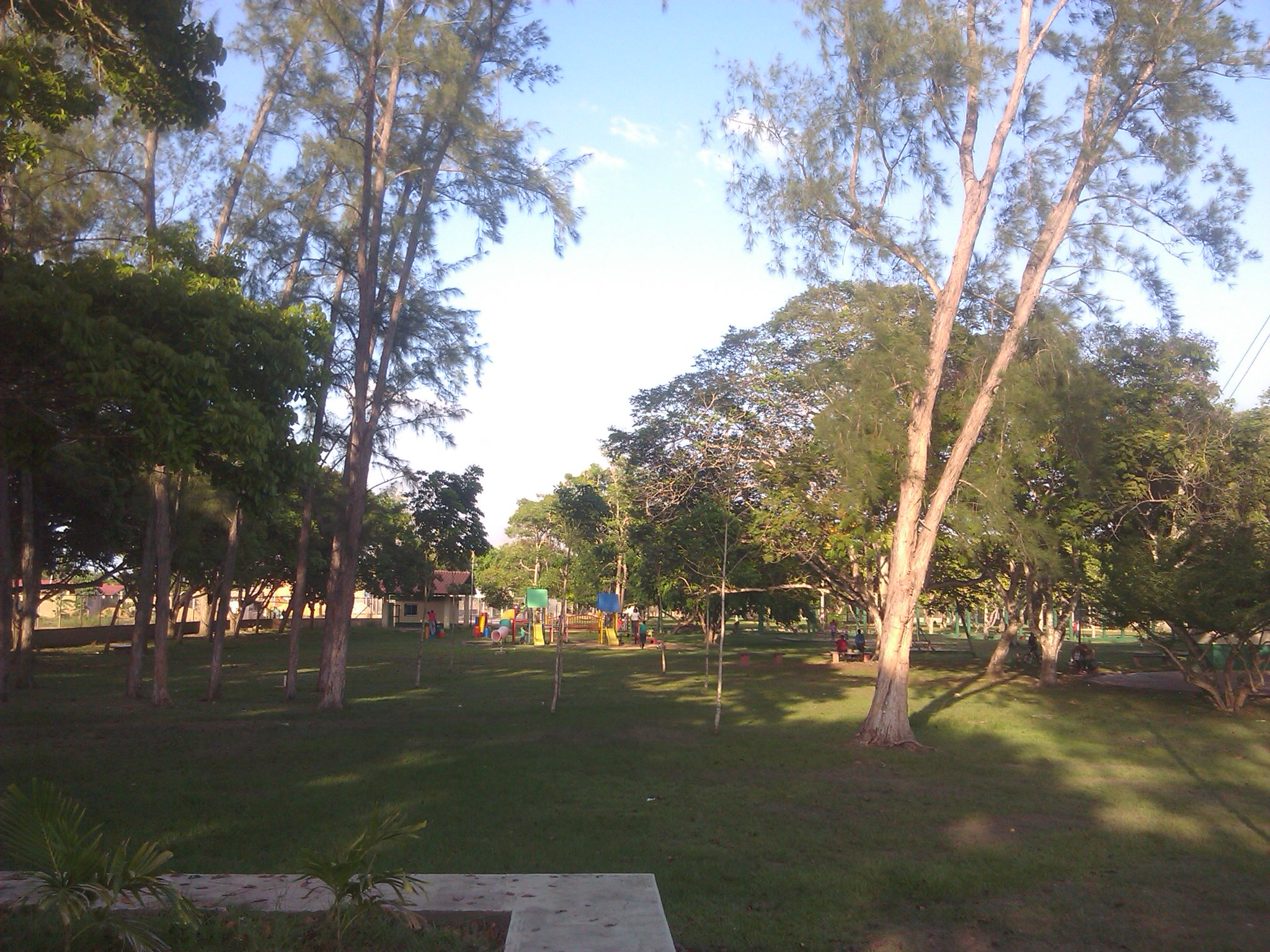
Park Andrés Eloy Blanco

- Park de La Guaricha: en zoologisk park belägen på Raúl Leoni Avenue.
- Park Menca de Leoni: tidigare zoologisk park. Den förlorade denna kategori när Parque de La Guaricha byggdes. Ligger på Juncal Avenue.
- Park Andrés Eloy Blanco: ligger på Raúl Leoni Avenue.
- Park Padilla Ron: lokaliserade i Las Cocuizas sektorn.